# Homöonym
Ein Homöonym oder Homoionym (von altgriechisch ὁμοῖος homoíos „ähnlich, gleichartig“ und ὄνυμα ónyma „Name“) ist ein Wort, das einem anderen Wort in Bedeutung, Schreibweise oder Aussprache ähnelt.

## Ähnlichkeit in der  Wortbedeutung
Wenn zwei Wörter die gleiche Bedeutung haben und in jedem Kontext austauschbar sind, nennt man sie totale, strikte oder reine Synonyme. Wenn die Bedeutung nur ähnlich, aber nicht gleich ist, spricht man von Homöonymie oder partieller Synonymie. Davon zu unterschieden ist das Homonym, das ein Wort mit mehreren, unterschiedlichen Bedeutungen bezeichnet.
Oberbegriffe (Hyperonyme) und Unterbegriffe (Hyponyme) stellen einen Sonderfall der Homöonymie dar.

### Beispiele
- Totale Synonyme: Hubschrauber – Helikopter, Orange – Apfelsine
- Partielle Synonyme: Metzger – Fleischer – Schlachter, Haupt – Kopf
- Hyperonym und Hyponym: KFZ – Auto, Katze – Hauskatze

## Ähnlichkeit in der Schreibweise oder der Aussprache
Wenn zwei Wörter die gleiche Schreibweise haben, nennt man sie Homographe, eine Unterklasse der Homonyme. Wenn die Aussprache gleich ist, nennt man sie Homophone. Wenn die Schreibweise oder Aussprache nur ähnlich ist, fasst man diese beiden Sachverhalte zumeist unter dem Begriff Homöonyme zusammen, da der zu „Homophon“ analoge Begriff Homöophon (Lautähnlichkeit) in der sprachwissenschaftlichen Literatur nur in wenigen, sehr speziellen Kontexten verwendet wird.
Homonyme, Homophone und Homöonyme sind Quellen von Missverständnissen, aber auch von Witzen und Wortspielen. (Siehe auch: Teekesselchen.)

### Beispiele
- Homonyme (mit gleichem Geschlecht): das Schloss (Bauwerk) – das Schloss (Sicherheitsvorrichtung)
- Homonyme (mit unterschiedlichem Geschlecht): der See – die See
- Homöonyme (mit gleichem Wortklang = Homophon): Mohr – Moor, französisch: l’attente (das Warten) – la tante (die Tante) – la tente (das Zelt)
- Homöonyme (mit ähnlichem Wortklang = Homöophon): Fahrer – Pfarrer, (Herr) Schmidt – (der) Schmied